# Ō-yoroi

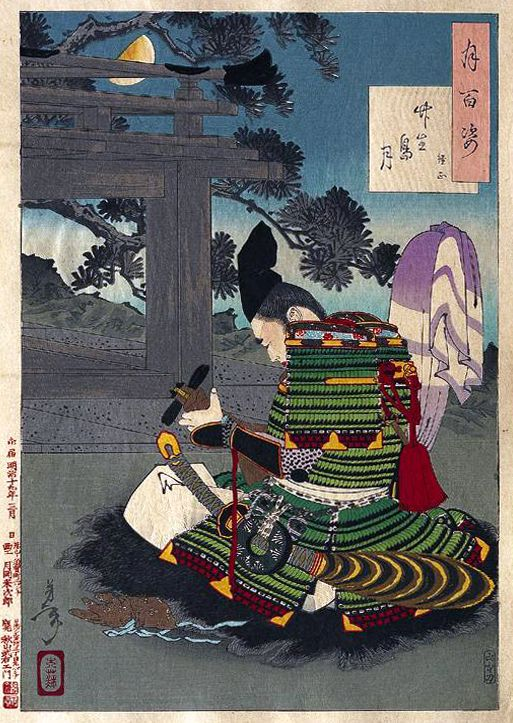
Um samurai vestindo um ō-yoroi, duas das grandes 'saias' kusazuri podem ser vistas. Ō-Yoroi tinha quatro kusazuri ao contrário das outras armaduras da época, que geralmente tinham sete kusazuri.

O ō-yoroi (大鎧) (大鎧) é um exemplo proeminente das primeiras armaduras japonesas vestidas pela classe samurai do Japão feudal. O termo ō-yoroi significa "grande armadura."

## História
Ō-yoroi começou a aparecer no século X, durante o meio e o final do período Heian, e entrou em uso generalizado nas guerras Genpei por volta do século XII, quando a necessidade para a armadura estava no seu auge. Aspectos significativos dessa armadura foram projetados para arqueiros da cavalaria. A ō-yoroi com seu formato de caixa era pesada e não permitia o máximo de movimento ou flexibilidade como a sua contraparte a dō-maru, de modo a armadura caiu em desuso no século XV, quando os samurais mudaram na sua maioria para táticas de infantaria.
Para a maior parte a ō-yoroi foi uma armadura de homens ricos e não utilizada pelo escalão samurai mais baixo. A armadura era usada principalmente pelas o maiores patentes de samurais a cavalo. O escalão mais baixo dos soldados tinham armaduras que eram semelhantes a ō-yoroi, mas tinham menos componentes, eram mais leves, e não tinham as marcas decorativas de patentes samurais mais elevadas.
A maioria das informações conhecidas sobre o ō-yoroi são baseadas na armadura de oficiais de hierarquia mais alta, sendo que a armadura ou era doada para um santuário como uma oferta, ou era mantida pelos descendentes do portador original. Muitos dos componentes originais das ō-yoroi ainda em existência foram substituídos ao longo do tempo devido ao aos itens que foram sendo perdidos ou danificados. Os poucos exemplos remanescentes de ō-yoroi estão em exibição em museus de diversos países do mundo. Existem também alguns exemplos de ō-yoroi em santuários Xintoístas, onde eles têm sido mantidas e protegidas por séculos.

## Componentes

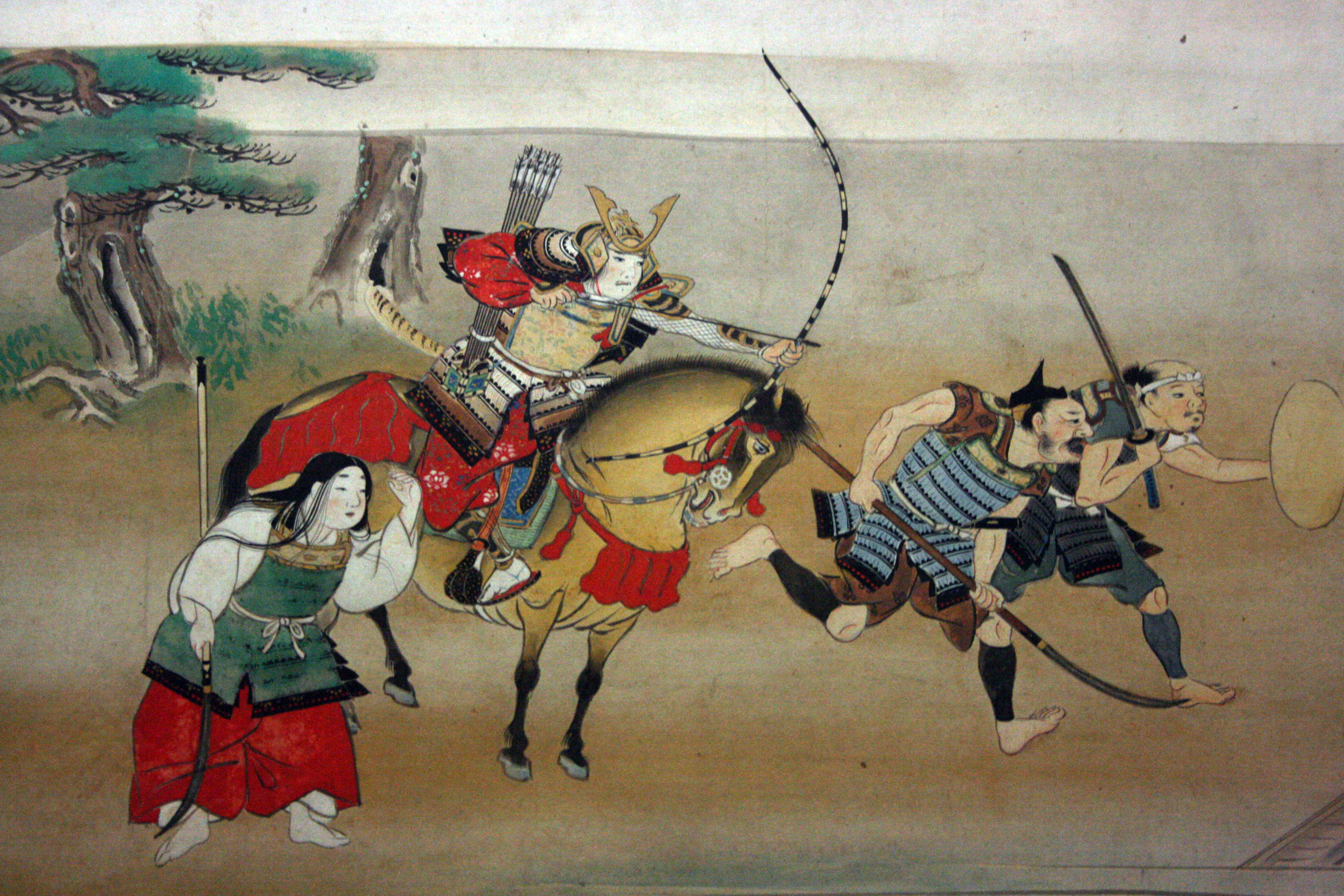
Samurai a cavalo, vestindo uma ō-yoroi. As grande kusazuri tipo 'saias' mostram que esta é uma ō-yoroi.

Os componentes básicos da ō-yoroi e outras armaduras de samurais são conhecidos coletivamente como "hei-no-rokugu" ou simplesmente "rokugu," o que significa que seis artigos de armas. Os seis principais componentes são a dō (couraça), kabuto (capacete), menpo (máscara), kote (mangas blindadas), sune-ate (botas), e o hai-data (proteção as coxas). O ō-yoroi combina placa e escalas (kozane), atadas juntas (lamelar). Um avanço em relação anteriores armaduras é que as kozane de ō-yoroi são primeiramente atadas juntos e, em seguida, coberto com verniz, o que melhora a resistência à corrosão. A dō de ō-yoroi são exclusivas de modelos posteriores, pois é composta de duas partes separadas, em vez de uma só peça com uma abertura na parte lateral ou posterior da dō para permitir que o samurai coloque a armadura.
O ō-yoroi (dō) consistia de duas partes. Uma (a waidate) era a defesa separada para o lado direito e a outra parte cobria o resto do tronco do portador. A parte superior da waidate era uma placa solida de ferro coberta com couro. A parte inferior era lamelar. Ao vestir-se para a batalha, o waidate era colocada antes do resto da dō e atada com cordões que eram amarrados ao redor do corpo. O resto da dō era construída com escamas laqueadas individuais (kozane), atadas juntas e cobertas com couro na parte superior. As alças da dō-yoroi, as watagami, também eram exclusivos daqueles na dō-maru. O watagami era feita de couro com placas de metal anexado. Eles eram mais grossos e ofereciam mais proteção do que as tiras na dō-maru. O watagami da dō-maru foi eventualmente adotado porque era mais leve e permitia mais flexibilidade. Uma saia quadrada de quatro peças (kusazuri) de construção semelhante ao resto da armadura diferenciava a ō-yoroi das outras armaduras da época, a dō-maru e o haramaki, que geralmente tinham sete painéis de kusazuri.

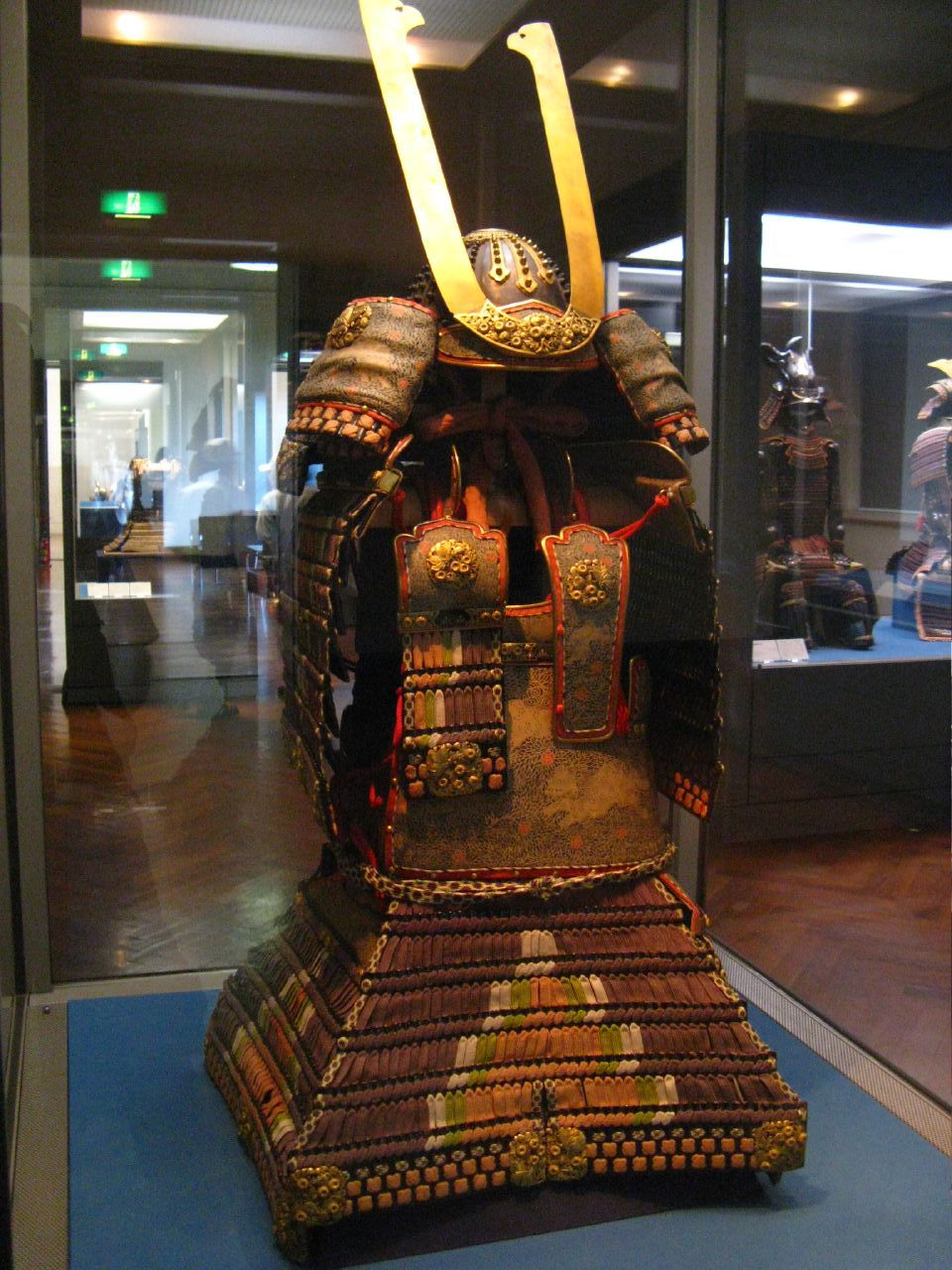
Armadura samurai ō-yoroi do Museu Nacional de Tóquio.

Várias  peças suplementares incluíam grandes (como escudos) ombreiras lamelares (ō-sode) e uma manga de tecido e placa (yugote) usada no braço esquerdo quando usando um arco. Um protetor de lombo(koshi-ate) era uma parte básica da ō-yoroi. O koshi-ate foi mais tarde substituído pelo haidate no modelo do-maru . Luvas especializadas para tiro com arco, as yugake eram feitas a partir de camurça, e botas (kegutsu ou tsuranuki) eram feitas de couro de urso ou couro de foca.
O kabuto (capacete) da ō-yoroi é conhecido como hoshi-bachi-kabuto (capacete estrela), devido a rebites salientes. Estes tipos de capacete apareceram primeiro por volta do século X, e eram construídos com placas de ferro [c:Category:Tate hagi-no-ita (tate hagi-no-ita)] que são dispostas verticalmente, e irradiam, a partir de uma abertura na parte superior chamado tehen ou hachiman-za, os rebites que conectam as placas têm grandes e salientes cabeças (o-boshi).
Armadura facial (mengu)
era usada para proteger a face do samurai, como parte da yoroi completa. Era composto de ferro ou de couro envernizado. Mengu poderia cobrir todo o rosto ou apenas uma parte dele. Havia muitos tipos e estilos de mengu.
Ō-yoroi pesava cerca de 30 kg, e o metal de escolha foi o ferro. Devido ao peso de ferro, artesões de armadura limitaram o uso do mesmo para cobrir os órgãos vitais, e substituíam o resto por couro. Uma maneira de reduzir o peso era de alternar entre metal e couro para construir as kozane (escamas), durante a construção das fileiras de lamelar, criando uma armadura bem forte, com grande flexibilidade e menos peso. A ō-yoroi podia levar até 265 dias para ser construida, usando 2000 kozane na sua construção. O tempo, materiais e mão de obra significava que uma o-yoroi era um investimento substancial para um samurai. era uma grande armadura quadrada que fora projetada para uso em a cavalo e servia folgada. A forma quadrada impossibilitava o samurai de usar a espada com movimento livre e fluido, vital em combate corpo a corpo, daí o uso de Yari.

## Estampas

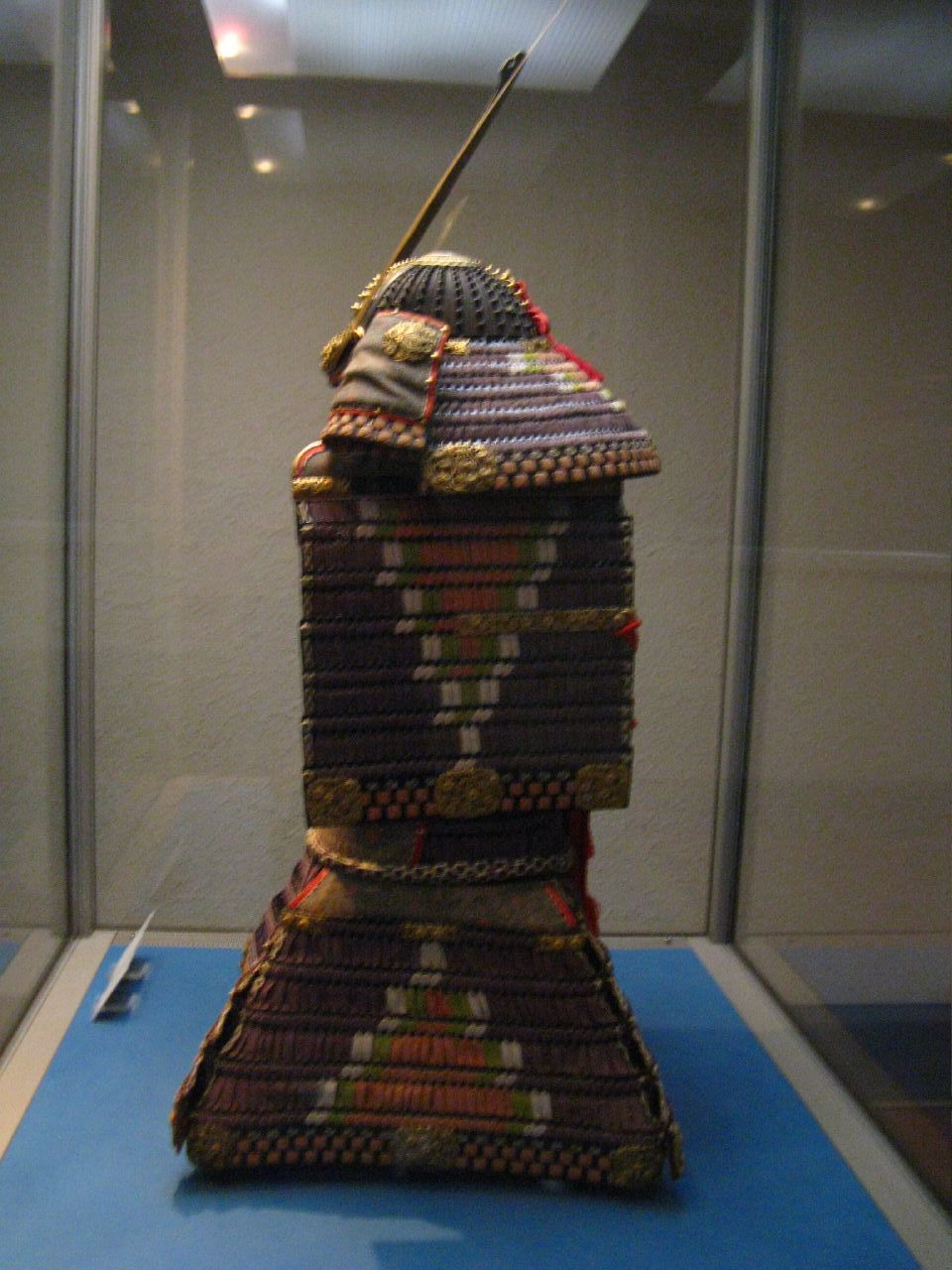
Armadura samurai o-yoroi do Museu Nacional de Tóquio (vista lateral).

O desenho, cor e material da renda identificava o clã do guerreiro. Os clãs eram, também, identificados pelos desenhos pintados na armadura. Muitos dos clãs utilizados símbolos como uma cristas, flores de cerejeira ou representações de divindades. A cor, e o padrão de juntar as placas juntas, era odoshi, um sistema utilizado para sua identificação no campo. Havia muitas combinações de cores  diferentes, que identificavam, os guerreiros de longe.
O design e coloração da renda também indicava patente. Oficiais de patentes maiores tinham as placas de sua armadura, atadas juntas firmemente, enquanto que os de patentes samurai menores tinham suas armaduras atadas de forma mais frouxa. A armadura atada mais frouxamente foi adotada por todos os níveis de samurai longo do tempo, para diminuir o peso, permitir mais flexibilidade, e ajudar a ventilar a armadura. Isso permitiu a circulação de ar, mantendo-o samurai confortável, no quente e no frio.
Laço de armadura mais solto também permitiu que a armadura fosse limpa e seca, evitando a ferrugem e o apodrecimento. Também acabou reduzindo o peso da armadura, por reduzir as quantidades de água e gelo retidos quando atadas, pois seriam secos pelo fluxo de ar. Uma vez que o laço mais frouxo foi adotado por todas as patentes, o aperto do protetor de pescoço  foi, então, utilizado para indicar a patente.
O padrão e o número de pares na renda especificamente indicavam a patente do usuário. Muitos dos exemplos restantes de ō-yoroi foram re-atados para manter a forma original da armadura. No entanto, alguns das ō-yoroi restantes contem seções  de laço originais que transmitem conhecimentos valiosos do clã associação.

## Ler mais
- Conlan, T. (1999). A natureza da guerra japonesa no século XIV: O registro de nomoto tomoyuki. Revista de Estudos da língua Japonesa, 25(2). Obtidos a partir de: http://www.jstor.org/stable/133314
- Hoopes, T. T. (1930). As aquisições recentes de armas e armaduras japonesas no museu metropolitano. Metropolitan Museum Studies, 2(2). Obtidos a partir de: http://www.jstor.org/stable/1522748
- Mondadori, Arnoldo, ed. "A Enciclopédia de Armas E de Armas", (New York: Simon & Schuster, 1979).
- Ogawa, M. (1989). Uma famosa armadura japonesa do século XIV. Metropolitan Museum Diário, 24. Obtidos a partir de: http://www.jstor.org/stable/1512871
- Ratti, O., & Westbrook, A. (1991). Segredos dos samurais: As artes marciais do japão feudal. Boston, MA: Tuttle.